# Giuseppe Collino
Giuseppe Collino (Torino, 1889 – Milano, 6 febbraio 1938) è stato un calciatore italiano, di ruolo attaccante.

## Carriera
Giuseppe Collino detto Geppe o Collino I, è fratello maggiore di Alessandro Collino (Collino II) e Mario Collino (Collino III), nonché cugino di Luigi Collino, tutti calciatori dell'epoca pionieristica.
Partecipa con la Juventus ai campionati del 1908, sia quello italiano sia quello federale (vinto). Partecipa con la prima squadra anche a quelli del 1909 (vincendo quello italiano), 1914 e 1915, accumulando diciannove presenze e cinque reti, oltre ad altre diciassette presenze con due reti in gare amichevoli.
Laureato in Ingegneria, si ritirò per partecipare anch'esso alla Grande Guerra in qualità di Tenente del Genio militare e non riprese successivamente l'attività sportiva, trasferendosi a Milano per fare l'ingegnere.

## Statistiche

### Presenze e reti nei club
| Stagione        | Club            | Campionato      | Campionato | Campionato |
| Stagione        | Club            | Comp            | Pres       | Reti       |
| --------------- | --------------- | --------------- | ---------- | ---------- |
| 1907-1908       | Juventus        | Prima categoria | 5          | 0          |
| 1909-1910       | Juventus        | Prima categoria | 5          | 2          |
| 1913-1914       | Juventus        | Prima categoria | 3          | 1          |
| 1914-1915       | Juventus        | Prima categoria | 6          | 2          |
| Totale Juventus | Totale Juventus |                 | 19         | 5          |
| Totale carriera | Totale carriera |                 | 19         | 5          |